# Уэхара, Футоси
Уэхара Футоси (яп. 上原 太), также известен как Уэ-Тян (яп. 上ちゃん), род. 15 апреля 1980, Токио) —  басист японской рок-группы Maximum the Hormone. Присоединился к группе вместо их бывшего басиста "Key", который покинул её в 1999 году. Он самый молодой участник группы. Стиль игры Уэхары сформировался под сильным влиянием стиля Фли, басиста группы Red Hot Chili Peppers. Уэхара отличается своим звонким и тяжелым басовым стилем, который уникален в ню-металле, так как это скорее фанк-стиль игры на басу. Во многих песнях группы его игра легко слышна через резкий вокал и гитарные риффы. Он играет на гитарах Sadowsky RV4 и Modulus FB4. У него есть татуировки, которые напоминают татуировки его кумира Фли. Он очень редко поет, но в некоторых песнях, таких как «Houchou Hasami Cutter Knife Dosu Kiri», «Koi no Sperm», «Kyoukatsu» и «Nigire Tsutsu», он участвует как бэк-вокалист.